# Mattes (Fluss)
Der Mattes (französisch: Ruisseau des Mattes) ist ein kleiner Fluss in Frankreich, der im Département Aude in der Region Okzitanien verläuft. Er entspringt im Bergland Montagne d’Alaric unter dem Namen Ruisseau de Cadoual im westlichen Gemeindegebiet von Val-de-Dagne, entwässert generell Richtung Osten und mündet nach rund 16 Kilometern an der Gemeindegrenze von Ribaute und Camplong-d’Aude als linker Nebenfluss in den Orbieu.

## Orte am Fluss
(Reihenfolge in Fließrichtung)
- Cadoual, Gemeinde Val-de-Dagne
- Villefranque, Gemeinde Val-de-Dagne
- Montlaur, Gemeinde Val-de-Dagne
- La Fraissinède, Gemeinde Val-de-Dagne
- Argentiès, Gemeinde Lagrasse
- La Tuilerie, Gemeinde Camplong-d’Aude
- Château Ardolou, Gemeinde Ribaute

## Sehenswürdigkeiten
- Gorges du Congoust, sehenswerte Schlucht des Flusses mit angeschlossenen Höhlen im Gemeindegebiet von Lagrasse